# Ушаков Ніл Валерійович
Ніл Ушаков (латис. Nils Ušakovs, рос. Нил Валерьевич Ушаков; нар. 8 червня 1976, Рига) — латвійський журналіст і політик російського походження, депутат Сейму з 2006 по 2009 рік, мер Риги з 2009 по 2019 рік.
У 1999 році закінчив факультет економіки та менеджменту Латвійського університету, вивчав європейську інтеграцію на факультеті соціальних наук Університету Південної Данії.
У 1998 році протягом короткого періоду часу працював викладачем Латвійського університету. З 1998 року працював на російському телебаченні НТВ-Балтія, на латвійському телеканалі LTV, був редактором газет «Республіка» і «Телеграф». З 2001 по 2004 рік він вів програму «Тема тижня» на телеканалі TV5.
У 2005 році Ушаков приєднався до Партії народної згоди, у тому ж році був обраний головою політичного об'єднання «Центр злагоди».